# Violet (2014)
Violet is een Belgisch-Nederlandse film uit 2014 geregisseerd door Bas Devos. De film ging in première op 12 februari op het Internationaal filmfestival van Berlijn.

## Verhaal
De film speelt zich af in de buitenwijken van een grote stad. Aan het begin van de zomer wordt in een winkelgalerij de zestienjarige Jonas doodgestoken in het bijzijn van zijn vriend, de vijftienjarige Jesse. Zo wordt de groep jonge BMX-rijders geconfronteerd met de dood en vooral Jesse, de enige getuige van het voorval, heeft grote problemen met het rouwproces. Jesse wordt opgevangen door zijn ouders terwijl de politie een onderzoek opent en televisieploegen zich verzamelen aan de winkelgalerij.

## Rolverdeling
| Acteur          | Personage |
| --------------- | --------- |
| César De Sutter | Jesse     |
| Koen De Sutter  |           |
| Mira Helmer     | Marie     |
| Raf Walschaerts | Walter    |

## Ontvangst
De film kreeg heel wat lovende kritieken na zijn première op het filmfestival van Berlijn.. De film kwam in de bioscopen in Amerika en Canada in mei 2017, waar hij ook positief onthaald werd.

### Prijzen
- The Grand Prix of the Generation 14plus International Jury op het Internationaal Filmfestival van Berlijn 2014.
- Gouden Uil op Cineramabc in Brazilië, 2014.
- Publieksprijs op het Festival Carrousel du Film de Rimouski 2014, Quebec, Canada.[6]
- Knack Focus Jo Röpcke Award 2014[7]
- De Georges Delerue Prijs voor "beste muziek" op het Film Fest Gent 2014